# Lungenmeridian

Punkte des Lungenmeridians

Der  Lungenmeridian, auch „Lungen-Leitbahn“, ist einer der 12 Hauptmeridiane (jingmai) in der  traditionellen chinesischen Medizin  (TCM). Er ist dem Element/der Wandlungsphase 'Metall (金)' (5-Elemente-Lehre) zugeordnet und  ist Yīn  (dunkel,  weich, kalt, weiblich, Ruhe). Als Yīn-Meridian fließt er -beginnend im Torso/Oberkörper - zu den Fingern. Seine Hauptaktivitätszeit ist nachts zwischen 3 und 5 Uhr. Er geht über in den Dickdarmmeridian.

## Verlauf
Der Lungenmeridian beginnt in der Mitte der Bauchhöhle und läuft von dort zunächst nach unten bis zum Funktionskreis Dickdarm. Von dort verläuft er wieder nach oben durch das Zwerchfell über die Lunge und Kehle unter dem Schlüsselbein bis zum ersten Lungenpunkt (Lu 1). Zum weiteren Verlauf siehe unten in der Galerie. Er endet an der äußeren Seite der Daumenkuppe. Ein Ast des Meridians verzweigt sich unmittelbar über dem Handgelenk und führt auf die Außenseite des Zeigefingers. Der Meridian verläuft auf beiden Körperseiten gleich.

### Akupunkturpunkte
Der Lungenmeridian umfasst 11 Punkte (Lu 1 - Lu 11) für die Körperakupunktur und 13 Punkte (C 1 bis C 13) für die  Handakupunktur.

### Galerie

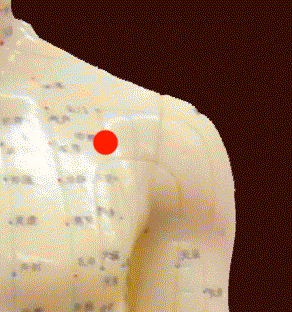
Lu 1
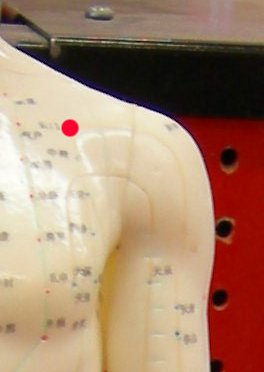
Lu 2
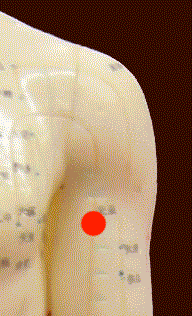
Lu 3
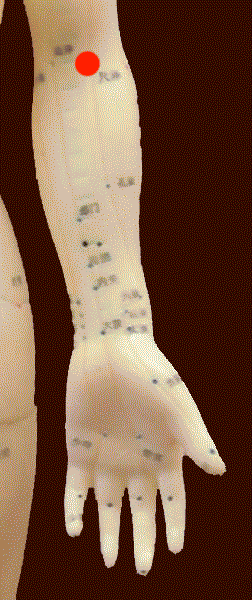
Lu 5
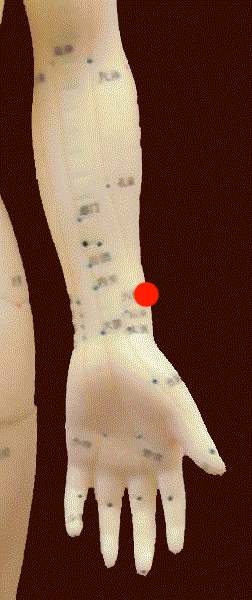
Lu 7
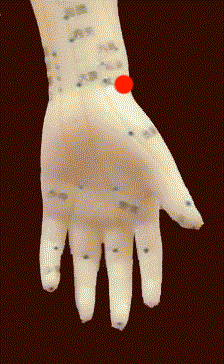
Lu 9
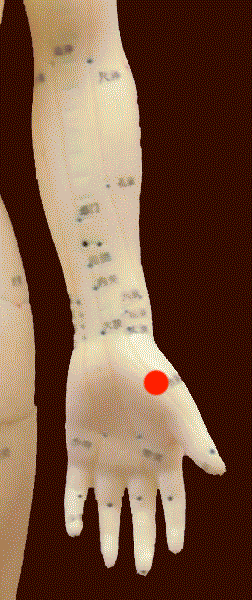
Lu 10
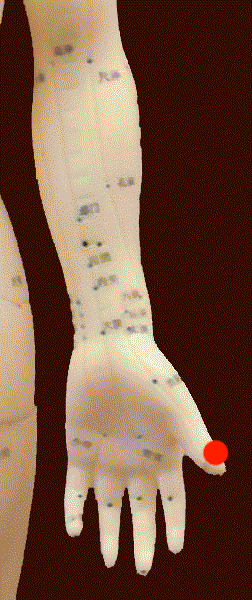
Lu 11